# Битва під Кам'янцем
Би́тва під Ка́м'янцем 20 жовтня — 22 жовтня 1633 року сталася під час воєнного протистояння між Османською імперією і Річчю Посполитою під час Смоленської війни 1632–1634 рр.
На початку серпня 1633 року сілістрійський паша Мехмед Абаза з турецьким військом перейшов Дунай, долучив до себе військо господаря Молдови, і в середині жовтня зайняв старі шанці султана Османа з часу Хотинської війни 1621 року. Йому назустріч вийшов Станіслав Конєцпольський із 1000 кварцяного війська, 1250 запорожців і 7000 приватного магнатського війська. Королівське військо зайняло старі шанці під Кам'янцем.
Абаза-паша почав переговори з гетьманом, ймовірно прагнучи перехитрити Конєцпольського завдяки своїй дипломатії. Схоже, що скоро паша отримав новини зі Стамбула про те, що турецький султан Мурад все більш незадоволений невдачами його авантури, і вирішив прискорити свої плани.
19 жовтня на допомогу Абаза-паші підійшли татари Буджацької орди (5—10 тисяч на чолі з ханом Буджацької орди Кантемиром. Впевнений у своїй чисельній перевазі, Абаза-паша форсував Дністер, і Кантемир послав своїх татар в атаку на польські шанці 20 жовтня. Ці атаки тривали протягом наступного дня. 22 жовтня Абази-паша, впевнений у перевазі свого війська, розпочав битву, але був розбитий, і був змушений відступити за кордон. Оскільки Абаза-паша раніше переконав султана Мурада IV в тому, що Річ Посполита не в стані опиратися турецькому нападу, султан наказав його задушити.
Наступного року Мурад проголосив джихад проти Речі Посполитої, але перемога коронного війська над московською армією Шеїна під Смоленськом змусила його відмовитися від планів війни та укласти «вічний мир» із Річчю Посполитою.